# Lukey's Boat
"Lukey's Boat" er en komisk folkevise, der stammer fra nordøstkysten af Newfoundland. Dens taktart indikerer, at den muligvis er afledt af en shanty.
Der er mange mindre variationer af sangen, afhængig af sangeren; den handler dog i alle tilfælde om en båd ejet af Lukey, som vender hjem og finder sin kone død og begravet (hvilket ikke rammer ham særlig hårdt, da han vil få en anden "til foråret"). Den tidligt nedskrevne version af sangen er fra "Ballads from Nova Scotia" (1932) af Helen Creighton, hvordan den er opgivet som "Loakie's Boat".
Den blev indspillet under titlen "Lukey" af Great Big Sea på deres album Up fra 1995, af Great Big Sea med The Chieftains på sidstnævntes opsamlingsalbum Fire in the Kitchen fra 1998, af Fiddler's Green, en tysk folkemusikband, på deres album Drive Me Mad! i 2007 og af The Kreellers på albummet Sixth and Porter, der udkom i 2008.
Den blev også indspillet i 1966 af John White fra St. John's, Newfoundland.
Den bliver brugt temasang til den australske komiker Lukey Bolland.